# Central European Media Enterprises
Central European Media Enterprises (CME) založil v roce 1994 Ronald Lauder. Společnost provozuje televizní stanice, internetové společnosti a firmy zabývající se televizní výrobou ve střední a východní Evropě. Akcie společnosti byly obchodovány na burze NASDAQ a na pražské burze cenných papírů pod burzovním symbolem CETV. Po akvizici společností PPF Group NV v říjnu 2020 byla společnost z burzy odstraněna. Od května 2025 je generálním ředitelem Sam Barnett.

## Televizní vysílání
CME má vedoucí postavení na trhu v každé zemi, ve které své stanice provozuje. Svým vysíláním oslovuje 49 milionů domácností. CME v době svého vzniku, v roce 1994, vlastnila jedinou televizní stanici, a to v Česku. V současnosti operuje na trzích v 7 evropských zemích (Česká republika, Slovensko, Bulharsko, Chorvatsko, Rumunsko, Slovinsko a Moldavsko) a vlastní 46 televizních stanic.
V roce 2010 CME získala v Bulharsku skupinu bTV, která zahrnovala nejsledovanější celostátní bulharskou televizi, kanály kabelové televize bTV Cinema a bTV Comedy a několik rozhlasových stanic.
V únoru 2022 oznámila společnost CME koupi RTL Hrvatska od RTL Group za 50 milionů EUR. Transakce byla uzavřena 1. června 2022.

## Nová média
CME spustila v roce 2011 streamovací platformu Voyo, která poskytuje placená videa na všech trzích CME. Od listopadu 2024 působí Voyo také v Srbsku.
Na Voyo jsou uváděny původní seriály a celovečerní filmy pod značkou Voyo Originál s obsahem, který je exkluzivně přístupný na této platformě. Například kriminální minisérie Případ Roubal inspirovaná pravdivým příběhem sériového vraha Ivana Roubala nebo komediální seriál Sex O'Clock. Seriál Metoda Markovič: Hojer získal v roce 2025 Českého lva v kategorii Nejlepší minisérie nebo seriál.
V roce 2024 dosáhla platforma Voyo přes milion předplatitelů na trzích, kde CME působí.
25. února 2025 bylo oznámeno, že Voyo se v rámci České republiky spojí s O2 TV a společně budou vystupovat pod novou značkou Oneplay.

## CME Content Academy
Společnost CME představila v roce 2022 dvouletý stipendijní studijní program CME Content Academy. Dvouletý stipendijní program je navržen tak, aby studentům poskytl vzdělání napříč různými obory filmové tvorby pod vedením českých i zahraničních filmových a televizních odborníků.

## CME Cares
V květnu 2023 zahájila skupina CME iniciativu zaměřenou na udržitelnost s názvem CME Cares. Tato iniciativa byla vytvořena s cílem komunikovat úsilí CME zanechat trvalý pozitivní dopad na životní prostředí a přispět k rozvoji komunit a společenství, ve kterých působí. CME Cares si klade za cíl nabízet společensky odpovědný obsah, zavádět udržitelné výrobní procesy, pomáhat znevýhodněným komunitám a dodržovat transparentní obchodní praktiky.